# Francesco Berarducci

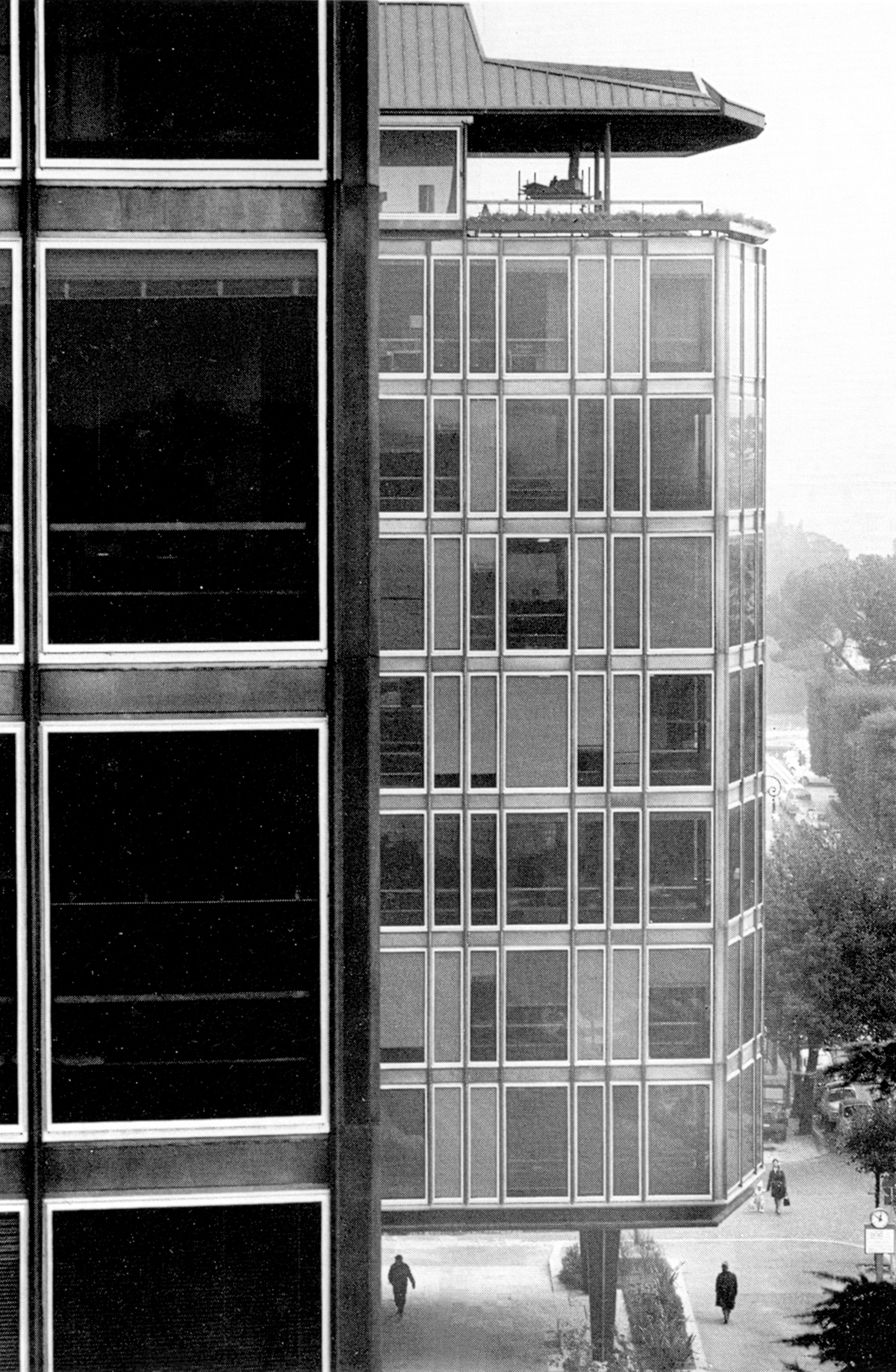
Direzione generale Rai in viale Giuseppe Mazzini, Roma in una foto Gianni Berengo Gardin

Francesco Berarducci (Roma, 1924 – Roma, 1992) è stato un architetto italiano.

## Biografia
Laureato con lode nel 1950, professore ordinario di Composizione architettonica e Progettazione architettonica e urbana alla Facoltà di architettura dell'Università degli Studi di Roma "La Sapienza", fu vincitore del concorso per le nuove Chiese del Concilio Vaticano II bandito nel 1967 per la costruzione di quattro chiese, delle quali fu realizzata solamente la chiesa di Nostra Signora di Bonaria a Ostia; sempre a Roma fu progettista della Chiesa di San Valentino al Villaggio Olimpico e della Direzione generale Rai in viale Giuseppe Mazzini, vincendo poi il Premio Inarch 1989.
Nel 1969 costruisce a Roma il villino brutalista in via Colli della Farnesina 144, dove sposta la sua abitazione e il suo studio, e dove Elio Petri ambienta l'abitazione del commissario, interpretato da Gian Maria Volonté, nel film Premio Oscar Indagine su un cittadino al di sopra di ogni sospetto.
Suoi compagni di corso all'università erano tra gli altri Carlo Aymonino, Carlo Chiarini, Carlo Melograni, Sergio Lenci, oltre a Fulvia Ciarla che diventerà sua moglie e da cui ebbe i due figli Alessandro, professore ordinario di Logica Matematica all'Università di Pisa, e Carlo, architetto a sua volta. Conseguita la Laurea Berarducci rimane all'Università e collabora inizialmente con Vittorio Ballio Morpurgo, con cui partecipa alla progettazione del quartiere di Torre Spaccata a Roma, e poi con Mario De Renzi, fino a diventare Ordinario della Cattedra di Progettazione urbana.
La sua opera è caratterizzata prima dalle influenze dell'architettura neo-empirista scandinava che aveva segnato la sua formazione e le sue prime realizzazioni, poi dalla “rivelazione” del cemento armato "brutalista", usato per la prima volta da Le Corbusier nell'Unità di abitazione di Marsiglia, che diventa negli anni sessanta e settanta un fenomeno internazionale attraverso le prime realizzazioni del Brutalismo a Londra, la costruzione del nuovo centro governativo di Boston, le realizzazioni di Paul Rudolph a Boston a all'Università di Yale, le realizzazioni della scuola Paulista di Paulo Mendes da Rocha e Vilanova Artigas in Brasile, Kenzō Tange e l'architettura metabolista in Giappone, e le prime realizzazioni di Le Corbusier a Chandigarh.
Sua è la progettazione della Direzione Generale della Rai di viale Mazzini del 1965, primo edificio con struttura interamente in acciaio costruito a Roma. L'edificio si inserisce nel tessuto urbano di Prati contestualizzando un'aggregazione per volumi indipendenti, che si allineano agli edifici circostanti cercando le visuali libere nelle testate, negando allo stesso tempo la logica insediativa dell'isolato ottocentesco rispetto al quale arretra e si pone come specchio riflettente. L'organismo è stato strutturato planivolumetricamente in parti distaccate, autosufficienti distributivamente e funzionalmente, unite solo da brevi e trasparenti collegamenti orizzontali. L'elasticità, o l'incertezza, del programma, per l'architetto sono il pretesto di partenza per conferire dinamicità all’edificio. Gli spazi utili sono liberamente frazionabili mediante tramezzature mobili. Gli unici punti fissi del flessibile sistema sono naturalmente i noccioli delle comunicazioni e canalizzazioni verticali. Questi perni realizzati in parete di cemento armato, costituiscono pure gli ancoraggi della struttura metallica. Il piano terreno, a differenza degli altri piani, ha una configurazione planimetrica più aderente alla geometria rettangolare dell'area: plasticamente viene a costituire una «piastra» indipendente e contrapposta alle figure dei volumi soprastanti: il piano rigido da cui nasce il castello delle strutture metalliche. In essa si hanno gli spazi per il pubblico, quelli di rappresentanza, la biblioteca, certi servizi collettivi. Nel suo centro, un patio sistemato a verde costituisce il vero punto focale di confluenza prospettica e il centro di attrazione ottica degli spazi circostanti.
Nel Villino di via Colli della Farnesina 144 Francesco Berarducci mette a punto un suo tipo personale di palazzina romana e una tipologia abitativa con appartamenti organizzati per fasce parallele con soggiorno a cannocchiale passante il corpo di fabbrica da parte a parte. L’estetica “brutalista” dei materiali di matrice lecorbusiana è organizzata su un impianto strutturale di elementarità Miesana, con un rapporto con la natura e adattamento organico al terreno Wrightiano. La struttura in cemento armato a vista brutalista è l'elemento organizzante ed espressivo dominante, megastrutturale, che contiene al suo interno l'irregolarità casuale delle tamponature e delle superfici vetrate informalmente distribuite. La palazzina rappresenta il cambio di paradigma nell'architettura di Berarducci e uno dei più notevoli testimonianze di architettura del brutalismo a Roma, allo stesso tempo anticipa le recenti tendenze di integrazione del verde nell’architettura e di criteri di risparmio energetico attraverso l'uso del verde, dell'ombreggiamento e della ventilazione naturale degli ambienti attraverso il riscontro d'aria da parte a parte dell'edificio.

A partire dalla fine degli anni sessanta tutta l'attività progettuale di Francesco Berarducci può leggersi sotto il filo conduttore di una ricerca sperimentata e perseguita attraverso i mezzi specifici del progetto e 

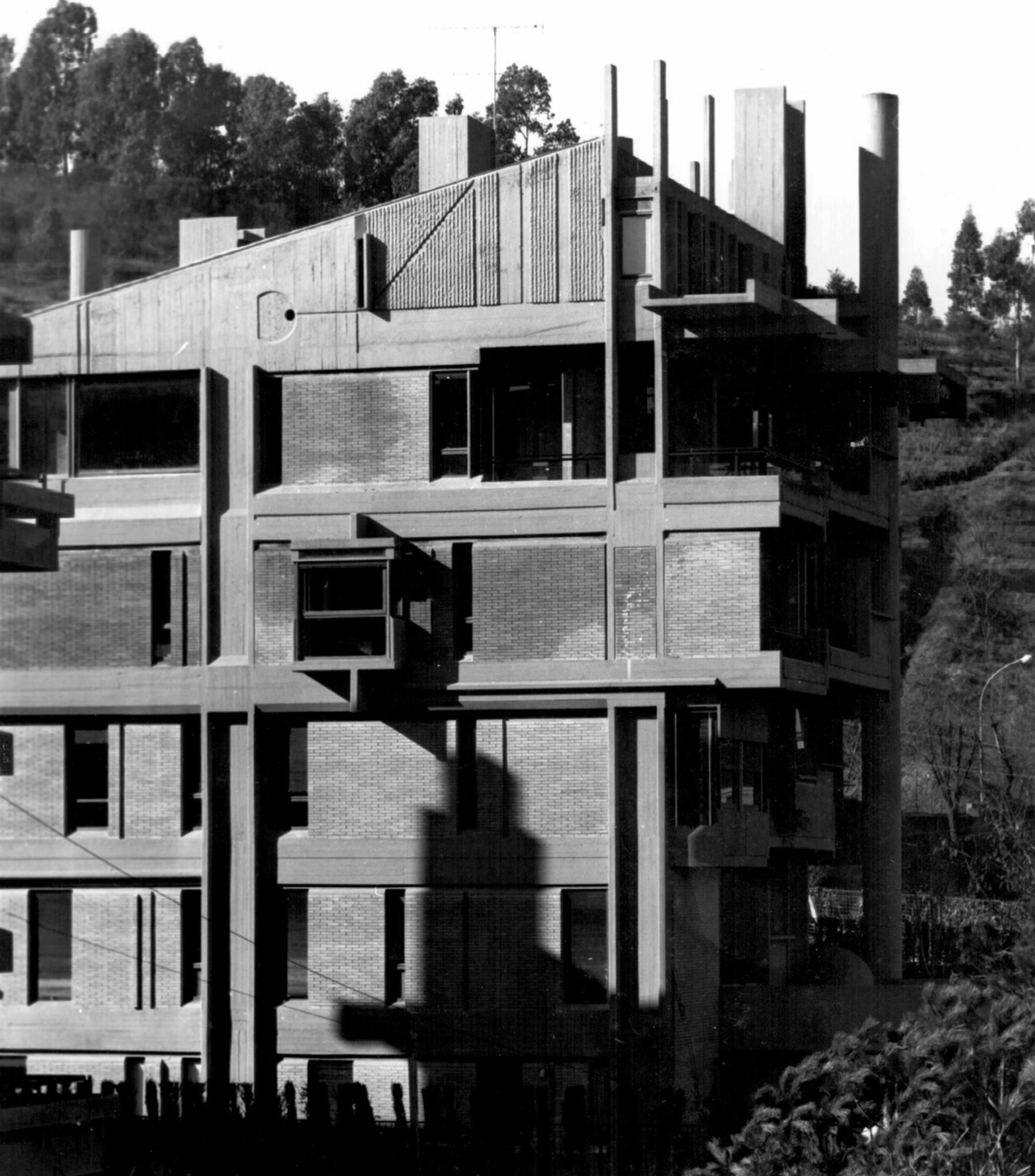
Villino in Via Colli della Farnesina 144, Roma

sua realizzazione fisica, sostenuta e sistematizzata attraverso il disegno e gli scritti teorici rimasti per lo più inediti che lo accompagnano. Una ricerca incentrata sulla struttura della città e sulla architettura della città, che a partire dalla fine degli anni ‘60 porta avanti con una coerenza ed una unitarietà di intenti che permette di leggere ogni sua realizzazione come frammento incompiuto di un’idea a scala più vasta, quella di una città lineare caratterizzata da un tessuto abitativo compatto ad alta densità e bassa elevazione costruita sull'alveo di un fiume artificiale, memore del Piano Obus per Algeri di Le Corbusier, della riscoperta dell'architettura spontanea di Bernard Rudofsky, e delle idee megastrutturali degli anni ‘70.
L'abitazione per Musicisti sul Lungomare di Pescara è la più compiuta e radicale realizzazione che fa uso dell’estetica “brutalista" del cemento armato a vista estesa qui all’intero edificio con un impianto strutturale ancora più estremo con campate laterali completamente in aggetto, sospese sopra un piano pilotis e terrazze fortemente aggettanti protese verso il mare.

Foto di scena "Indagine su un cittadino al di sopra di ogni sospetto" Elio Petri con Gian Maria Volontè e Florinda Bolkan

La chiesa di San Valentino al Villaggio Olimpico (1983-86) fu definita da Rossi come un'equilibrata composizione tra basamento in muratura e la trasparenza della copertura in vetro e acciaio e "opera aperta" unica e molteplice da Purini.
Francesco Berarducci ha ricevuto numerosi premi tra cui il Premio Inarch 1965 per la Direzione Generale Rai di Viale Mazzini, il Premio Cembureau 1982 per la Residenza per musicisti ed Aditorium sul Lungomare di Pescara, la segnalazione Premio Inarch per la Chiesa di S. Valentino al Villaggio Olimpico, ed i suoi progetti sono stati pubblicati sull'Architettura di Bruno Zevi, sull'Industria delle Costruzioni, Moebius, Detail, L’Arca.

## Opere
- Palazzina in Via Alessandro Torlonia
- Direzione generale Rai in viale Giuseppe Mazzini a Roma (con Alessandro Fioroni);
- Centro di produzione TV Rai di via Teulada a Roma;
- Chiesa di Nostra Signora di Bonaria a Ostia, Roma (con Giorgio Monaco e Giuseppe Rinaldi);
- Villino in Via dei Colli della Farnesina 144, Roma;
- Piano di Zona Casal dei Pazzi Nomentano (C. Dall'Olio, F. Berarducci, G. Rebecchini, L. Passarelli)
- Auditorium ed abitazione per musicisti sul Lungomare di Pescara;
- Chiesa di Santo Stefano protomartire a Quartu Sant'Elena, Cagliari;
- Chiesa di San Valentino al Villaggio Olimpico, Roma;Chiesa di San Valentino al Villaggio Olimpico, Vista del sagrato

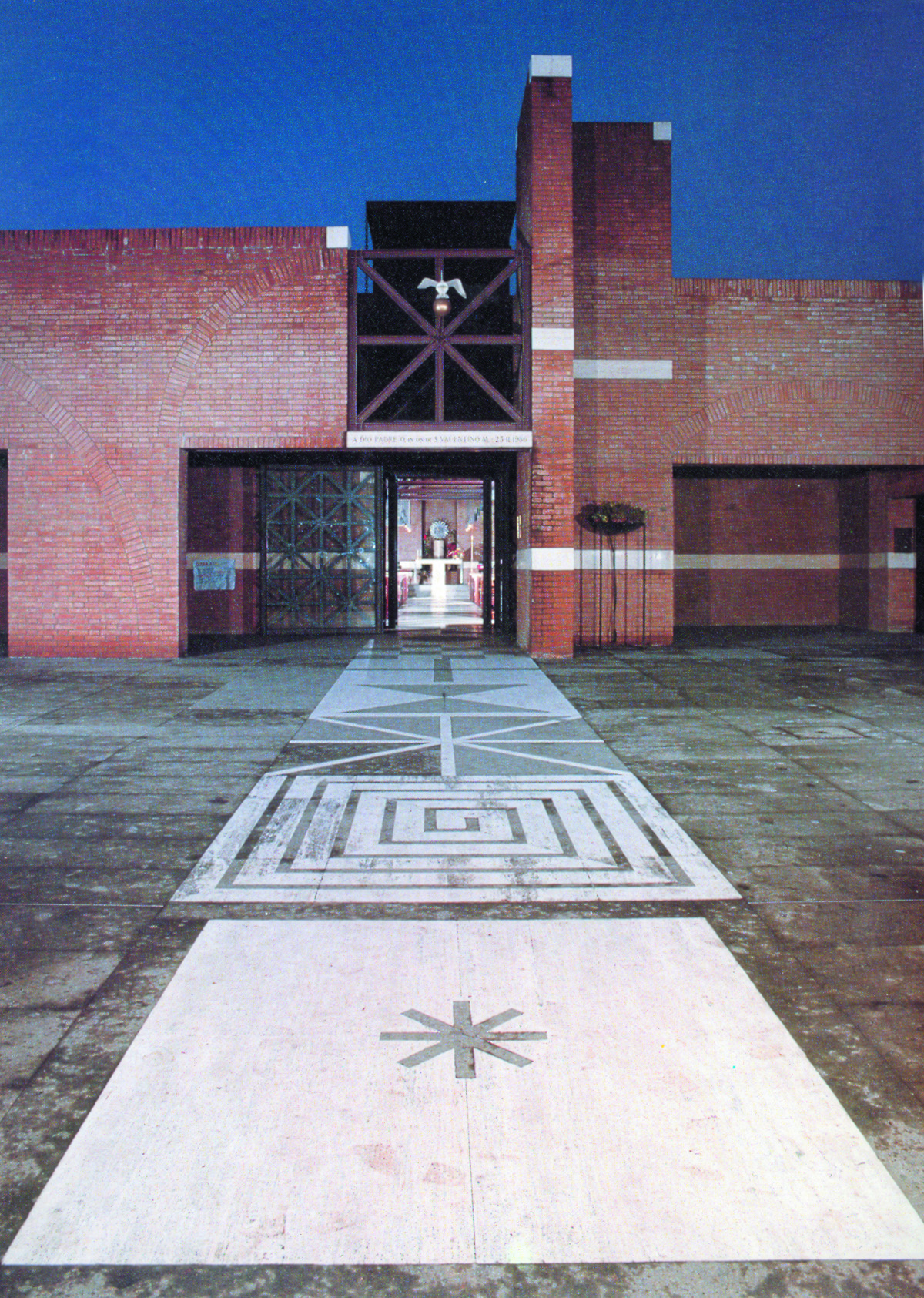
Chiesa di San Valentino al Villaggio Olimpico, Vista del sagrato

- Complesso residenziale in Via Calalzo, Roma;
- Ospedale Psichiatrico della Provincia di Roma;
- Ricostruzione del Comune di Contessa Entellina;
- Progetto per edificio Ina-Casa, Quartiere Santa Rosa, Lecce;
- Insediamento residenziale a Rocca di Mezzo;
- Istituto di Credito delle Casse Rurali e Artigiane ICCREA, Via Torino, Roma;
- Complesso scolastico a Nettuno;
- Villa Nicolini in via Paragi a Fregene;
- Sede del Partito Radicale in Via di Torre Argentina, Roma;
- Hotel Claridge in Viale Liegi a Roma
- Centro elaborazione dati BNL, Via di Brava, Roma
- Piano di Zona Castel Giubileo, Roma
- Insediamento residenziale e direzionale Torrino Nord all'EUR.

## Scritti

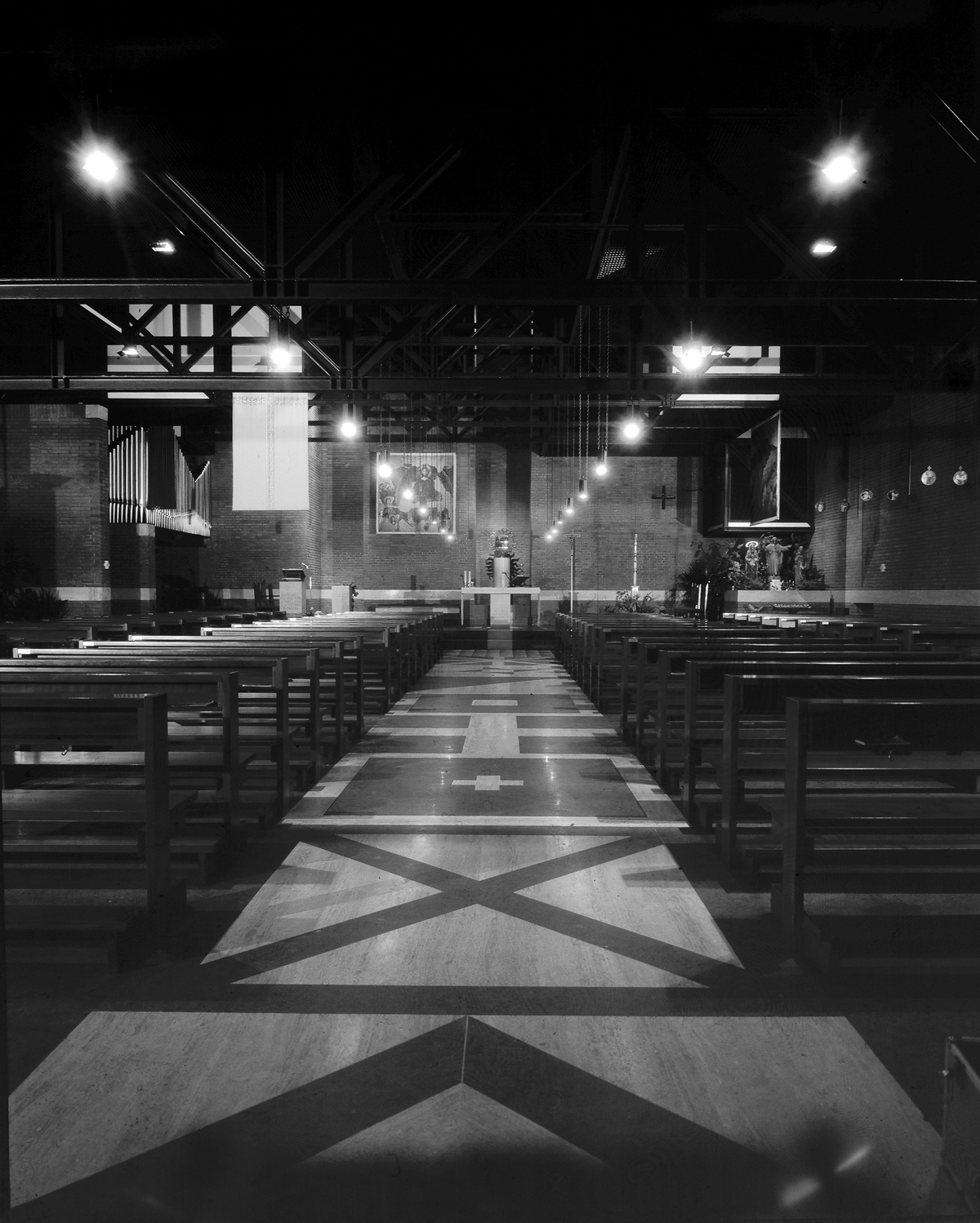
Chiesa di San Valentino al Villaggio Olimpico, interno

- Lo spazio e il design di Arne Jacobsen, Roma 1966
- Un edificio per la Rai - Roma Viale Mazzini, Venezia, Alfieri, 1967
- Architettura e città minori. Cinque punti per la progettazione.,Edizioni Kappa, 1979